# Raphael Lacoste
Raphael Lacoste (Parigi, 14 agosto 1974) è un direttore artistico francese, specializzato nel settore dei videogiochi. Ha vissuto principalmente a Bordeaux, prima di trasferirsi in Canada.

## Biografia
Dopo aver iniziato a lavorare come fotografo e compositore per la compagnia teatrale Les Pygmalions, ha studiato presso il Centre Nationale de la Bande di Angoulême per studiare la grafica 3D, prima di produrre il suo primo cortometraggio Nîumb.
Nel 2005 ha vinto il premio Visual Effects Society nella categoria "Outstanding Pre-Rendered Visuals in a Video Game", dove insieme a Jean-Jacques Tremblay e Anne Mai Le Bouyonnec era candidato per il suo lavoro nel videogioco Prince of Persia: I due troni.
Successivamente ha lavorato per la Ubisoft, lavorando come art director per videogiochi come Prince of Persia: I due troni, King Kong e la serie Assassin's Creed. Ha inoltre lavorato occasionalmente nel mondo del cinema come senior concept artist in Terminator Salvation, Viaggio al centro della Terra, Death Race e Repo Man - Il recuperatore ed Immortals.